# Der Bulle von Tölz: Mord im Chor
Mord im Chor ist ein deutscher Fernsehfilm von Hans Werner aus dem Jahr 2000 nach einem Drehbuch von Franz Xaver Sengmüller. Es ist die 27. Folge der Krimiserie Der Bulle von Tölz mit Ottfried Fischer als Hauptdarsteller in der Rolle des Hauptkommissars Benno Berghammer. Die Erstausstrahlung erfolgte am 20. September 2000 auf Sat.1.

## Handlung
Der Tölzer Alpenchor gibt anlässlich seines zehnjährigen Bestehens ein Konzert. Hauptkommissar Benno Berghammer liefert seine Mutter Resi, die in dem Chor mitsingt, hinter der Bühne ab und wird Zeuge einer Auseinandersetzung zwischen den jungen Sängerinnen Maria Reiter und Sophie Beck. Am nächsten Morgen wird Maria von ihrer Mutter vor dem Haus erschlagen aufgefunden. Ihre Handtasche samt Inhalt ist vorhanden, doch es fehlt ein teurer Ring. Von wem Maria ihn geschenkt bekommen hat, weiß Frau Reiter nicht; sie glaubt nicht, dass ihre Tochter Zeit für einen Liebhaber hatte. Auch weiß sie nicht, wie sie sich als Verkäuferin das Cabriolet leisten konnte, das vor dem Haus steht.
Sophie Beck, die beim Chor bisher in Marias Schatten gestanden hat, behauptet, nicht neidisch auf Maria gewesen zu sein, aber es sei bei der Entscheidung, wer das Solo singt, nicht mit rechten Dingen zugegangen. Frau Beck weiß jedoch von einem Verehrer, der bei Maria Reiter abgeblitzt ist: Carlo Minnucci, ein Kellner eines italienischen Lokals. Dieser hat allerdings ein Alibi durch einen Nachbarn, der auf der lauten Treppe jeden Schritt hört.
Als Staatssekretär Berthold von Gluck Sophie Beck zum Essen einlädt und ihr in blumigen Worten klarmacht, dass das Wohlwollen des Fördervereins davon abhängt, wie bereitwillig sie sich menschlich und privat erkenntlich zeigt, verlässt sie angewidert das Lokal. Am nächsten Morgen steht im „Tölzer Tagblatt“ als Schlagzeile: „Sexskandal im Tölzer Alpenchor?“
Die Obduktion bringt zutage, dass Maria Reiter im dritten Monat schwanger war; als Vater stellt sich Chorleiter Ludwig Moosholzer heraus. Bei der Durchsuchung seiner Wohnung wird nichts Verdächtiges gefunden.
Staatssekretär von Gluck nötigt den Chorleiter im Namen des Fördervereins zum Rücktritt. Auch Frieda Moosholzer zieht die Konsequenzen und verlässt ihren Mann. Als sie am nächsten Tag noch etwas abholen möchte, findet sie ihn bewusstlos in der Wohnung und kann gerade noch rechtzeitig den Notarzt herbeirufen. Als Chorgründer all seiner Träume beraubt, wollte er sich mit einer ganzen Schachtel Schlaftabletten das Leben nehmen. Gegenüber den Kommissaren Benno Berghammer und Sabrina Lorenz sagt er aus, Maria Reiter habe ihn erpresst: Wenn er sich nicht von seiner Frau trenne, werde sie einen Skandal daraus machen – sie als Opferlamm, verführt vom Chorleiter und den Herren des Fördervereins. Dabei sei es genau umgekehrt gewesen, Maria sei die treibende Kraft gewesen. Damit liefert Ludwig Moosholzer der Polizei ein perfektes Motiv, doch er meint, ein Mord sei doch kein Mittel, um einen Skandal zu vertuschen, wie man gerade sehe.
Resi Berghammer ist sauer wegen des Sexskandals und wirft ihrem Sohn vor, das Einzige, was er mit seinen Ermittlungen erreicht habe sei, dass er den harmlosen Chor zugrunde gerichtet habe. Dass keins der Chormitglieder ein Alibi habe, lässt sie nicht gelten, denn wer eins brauche, der besorge sich eins. Der Kommissar hält dagegen, dass nur zwei Personen ein Alibi haben: Frieda Moosholzer, die zwar ein Motiv, aber ein zuverlässiges Alibi hat, und der italienische Kellner Carlo Minnucci, der zwar ein etwas windiges Alibi hat, dafür aber kein Motiv. Frau Berghammer meint, dann solle er sich die beiden noch einmal genauer anschauen.
Als Benno Berghammer Carlo Minnucci aufsucht, übt gerade der Nachbar, der dem Kellner das Alibi gegeben hat, lautstark Schlagzeug. Ein anderer Nachbar erzählt dem Kommissar, dass Lorenzo in jeder freien Minute mit Ohrstöpseln Schlagzeug spiele, so auch in der fraglichen Zeit. Auf das geplatzte Alibi angesprochen, gibt Minnucci zu, Maria Reiter getötet zu haben; Frieda Moosholzer habe ihn beauftragt und ihm 25.000 Mark dafür bezahlt. Frau Moosholzer gesteht ebenfalls und gibt als Grund an, sie habe ihren Mann von Maria Reiter befreien müssen, weil diese ihn sonst zerstört hätte.

## Hintergrund
Die Dreharbeiten wurden in Bad Tölz durchgeführt; als Schauplatz für die „Pension Resi“ diente das Hollerhaus Irschenhausen.

## Kritik
Die Programmzeitschrift TV Spielfilm schreibt: „Zur Erstausstrahlung, die immerhin fünf Millionen Zuschauer sahen, lästerte ‚Der Spiegel‘, dass man mit Jenny Elvers eine Schauspielerin gefunden habe, die es an Talentlosigkeit mit Fischer aufnehmen könne.“